# 短杯南美水仙
短杯南美水仙（學名：Urceolina × grandiflora）是石蒜科瓶水仙属的一个杂交种，原产于哥伦比亚和厄瓜多尔。其亲本可能是短叶南美水仙和少花南美水仙。种加词意为“大花的”。
园艺行业常将南美水仙错误地标名为（即本种的常用异名），因此本种与南美水仙时常混淆。二者的主要区别在于叶片长度、花丝分离部分的形状以及雄蕊杯长度：本种的叶片较短（20–33 cm），花丝的分离部分为线性或狭钻形（基部宽度为1–1.5 mm），雄蕊杯长度（5–7 mm）小于花丝的分离部分（7–8.5(–10) mm）；而南美水仙的叶片较长（(20–)30–40(–50) cm），花丝的分离部分为钻形（基部宽度为2.8–3.4 mm），雄蕊杯长度（11.2–13.8 mm）大于花丝的分离部分（6.5–8(–10) mm）。

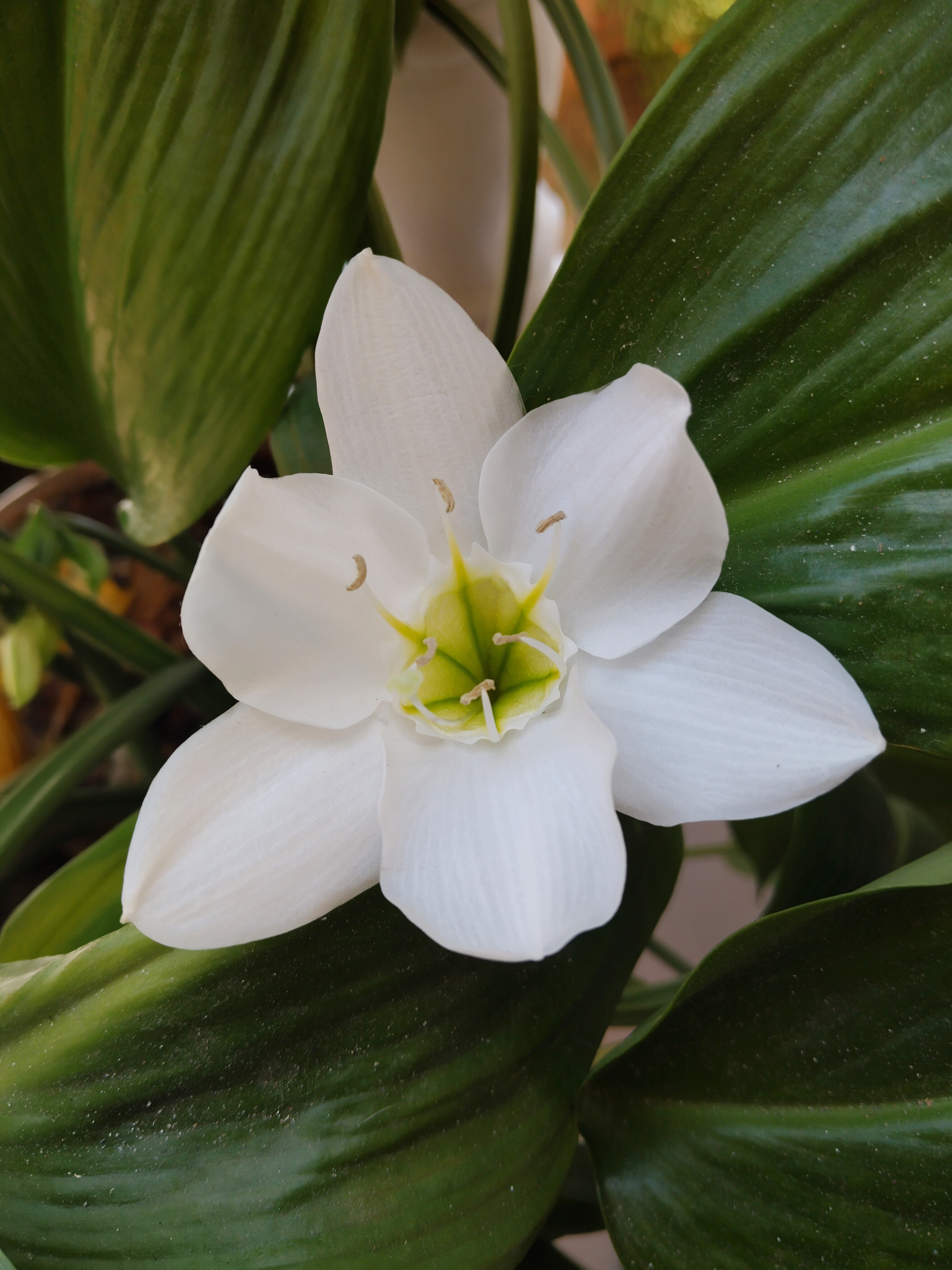
本种的花
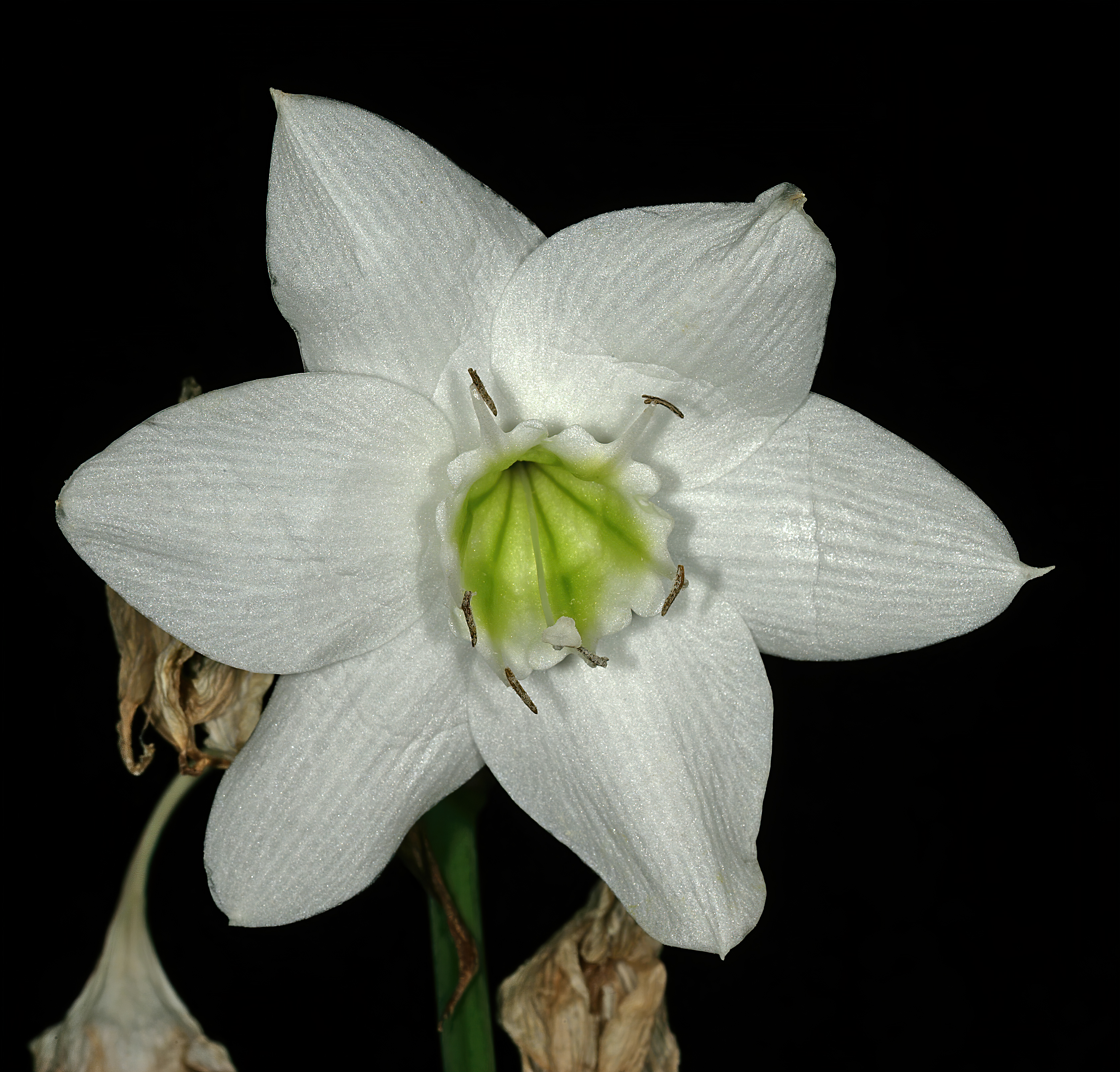
南美水仙的花
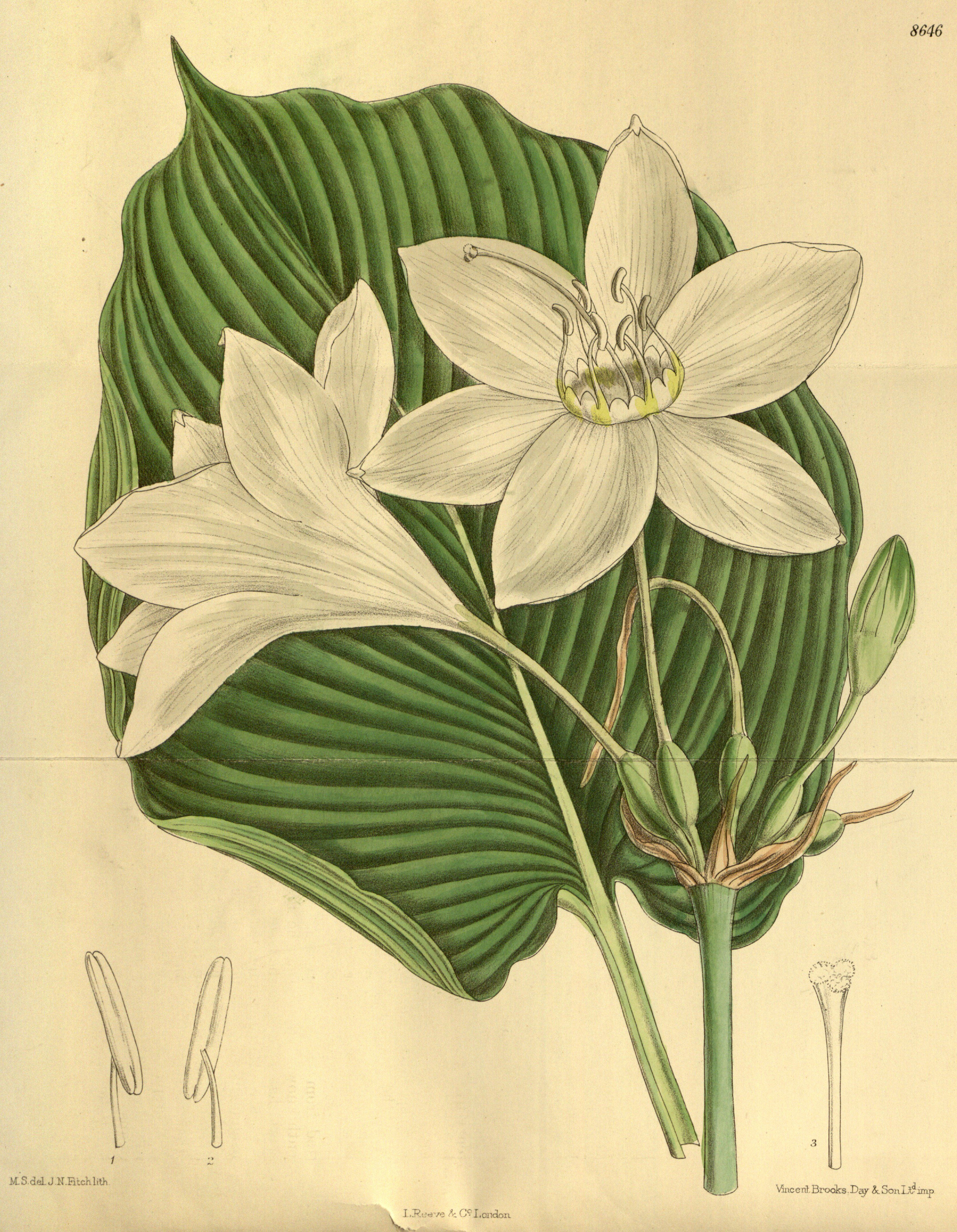
本种的植物科学画
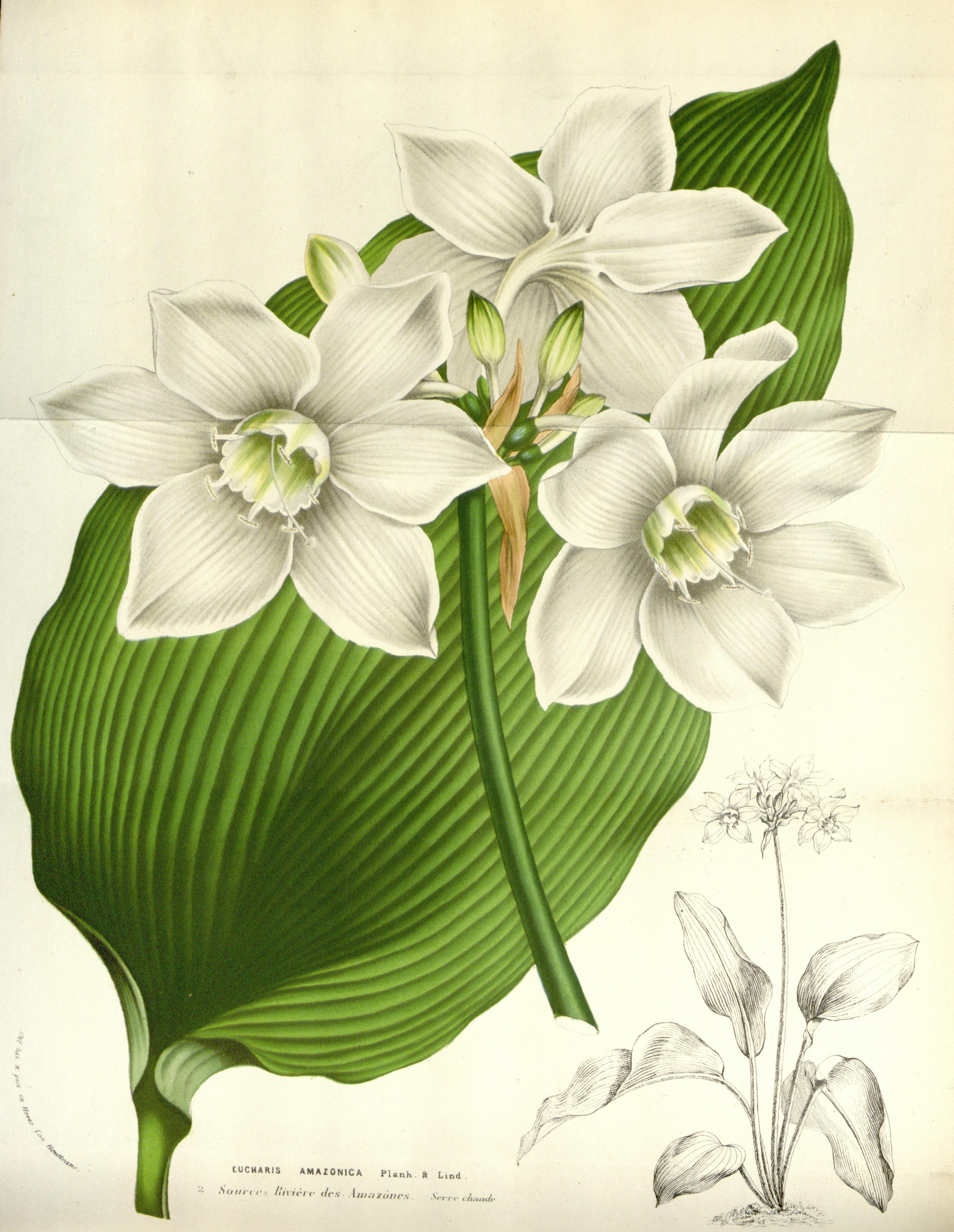
南美水仙的植物科学画